# Lucius Caninius Gallus (Volkstribun 56 v. Chr.)
Lucius Caninius Gallus († 44 v. Chr.) entstammte dem römischen Plebejergeschlecht der Caninii und war 56 v. Chr. Volkstribun.

## Leben
Lucius Caninius Gallus, dessen Pränomen Lucius nicht von Cicero erwähnt wird, sondern nur dem Index zum 48. Buch von Cassius Dios Römischer Geschichte zu entnehmen ist, tritt erstmals 59 v. Chr. als einer der drei Ankläger des Gaius Antonius Hybrida in Erscheinung. Obwohl Antonius Hybrida in seinem Repetundenprozess von Cicero verteidigt wurde, musste er seine Verurteilung hinnehmen und ins Exil nach Kephallenia gehen. Eine seiner Töchter wurde aber die Gemahlin des Caninius Gallus.
56 v. Chr. bekleidete Caninius Gallus das Amt eines Volkstribuns. Damals bewegte die römische Innenpolitik die Frage der Rückführung des vertriebenen Ptolemaios XII., der sich nach Italien begeben und um militärische Unterstützung für seine Wiedereinsetzung als ägyptischer König ersucht hatte. In der Senatssitzung vom 14. Januar 56 v. Chr. (vorjulianisch) wurden fünf verschiedene Anträge zu diesem Thema diskutiert. Nach einem dieser Vorschläge sollte nicht der kilikische Statthalter Publius Cornelius Lentulus Spinther, sondern Gnaeus Pompeius Magnus die Rückführung Ptolemaios’ XII. übernehmen, dabei allerdings keine Streitmacht verwenden dürfen, sondern nur von zwei Liktoren begleitet werden. Laut der wahrscheinlicheren Version Ciceros stellte Publius Rutilius Lupus diesen Antrag, laut Plutarch hingegen Caninius Gallus. Auf Grund einer Geschäftsordnungsdebatte kam es zu keinem Beschluss.
Im Jahr nach seinem Volkstribunat, 55 v. Chr., sah sich Caninius Gallus selbst einer Anklage ausgesetzt und erhielt auf Pompeius’ Wunsch Cicero zum Verteidiger. 51 v. Chr. hielt er sich in Griechenland auf und traf sich in Athen öfters mit dem auf dem Weg nach Kilikien befindlichen Cicero. 46 v. Chr. war Caninius Gallus bei diesem Redner, mit dem er auch korrespondierte, zu Gast und stattete dem ihm befreundeten Gelehrten Marcus Terentius Varro in Baiae einen Besuch ab. Sein Tod fällt in das Jahr 44 v. Chr. Er hatte einen gleichnamigen Sohn, der 37 v. Chr. das Konsulat erreichte.